# Vlastimil Dlab (Politiker)
Vlastimil Dlab (* 5. Dezember 1951) ein tschechischer Politiker. Zu Beginn des 21. Jahrhunderts wurde er Mitglied des Abgeordnetenhauses des Parlaments der Tschechischen Republik für die KSČM.

## Biografie
Bei den Wahlen 2002 wurde er für die KSČM in die Abgeordnetenkammer gewählt (für den Královéhradecký kraj). Er war Mitglied des Ausschusses für Verteidigung und Sicherheit des Europäischen Parlaments. Er blieb bis zu den Wahlen 2006 im Parlament.
Bei den Kommunalwahlen 2006 und 2010 wurde er als überparteilicher Kandidat auf der Liste der KSČM in den Stadtrat von Lázně Bělohrad gewählt. Beruflich ist er seit 2006 als Geschäftsführer und seit 2010 als Vorsitzender des Regionalratsausschusses tätig. Er ist auch auf regionaler Ebene tätig. Bei den Regionalwahlen 2008 wurde er für die KSČM in die Regionalversammlung des Královéhradecký kraj gewählt. Innerhalb der Regionalregierung war er Vorsitzender des Verkehrsausschusses des Rates.